# Volga, Volga
Volga, Volga (in russo Волга, Волга?) è un film del 1938 diretto da Grigorij Aleksandrov.
Film musicale sovietico con musiche di Isaak Dunaevskij.

## Trama
Byvalov, direttore di un'attività artigianale, sogna un posto a Mosca. Viene incaricato di preparare, con delle compagnie locali, un festival di artisti amatoriali. Nella cittadina ci sono due compagnie amatoriali: il coro delle canzoni popolari, animato dalla contadina Dunja Petrovna detta Strelka, e l'orchestra sinfonica diretta dal contabile Alexa Trubykin. Byvalov si reca a Mosca sulla nave postale 'Sevrjuga' con l´orchestra di Alexa. Saranno raggiunti da Strelka sul battello a vela 'Lesorub'. Il vento fa volare via la partitura della canzone sul Volga composta da Strelka. Una volta ritrovata, la canzone viene diffusa alla radio e Byvalov, al suo arrivo a Mosca, viene acclamato come il compositore della canzone. Ma la giuria non si lascia ingannare e consegna il premio a Dunja Petrovna.